# Řád hvězdy Rumunské lidové republiky
Řád hvězdy Rumunské lidové republiky (rumunsky Ordinul „Steaua Republicii Populare Române”) bylo vysoké státní vyznamenání Rumunské lidové republiky založené roku 1948. Po změně názvu republiky v roce 1966 na Rumunskou socialistickou republiku došlo i ke změně názvu vyznamenání na Řád hvězdy Rumunské socialistické republiky (rumunsky Ordinul „Steaua Republicii Socialiste România”).

## Historie a pravidla udílení
Po abdikaci posledního rumunského krále Michala I. dne 30. prosince 1947 byla založena Rumunská lidová republika. Všechna vyznamenání z dob monarchie, včetně nejstaršího Řádu rumunské hvězdy, byla zrušena a nošení jejich insignií bylo zakázáno. Nový režim započal s vytvářením zcela nového systému vyznamenání po vzoru sovětského systému. Jako první vyznamenání nového systému byl založen 12. ledna 1948 zákonem č. 40/1948 Řád hvězdy Rumunské lidové republiky. Tento řád mohl být udělen občanům republiky i cizincům, a to jak vojákům tak civilistům. Udílen byl za mimořádné zásluhy v oblasti politické, sociální, vědecké či kulturní.
V roce 1961 převzal funkci předsedy prezidia Velkého národního shromáždění Gheorghe Gheorghiu-Dej, který se tak stal formální hlavou státu. Ve stejném roce započala výrazná ideologická divergence mezi Sovětským svazem a Rumunskem. Začalo odchylování se od sovětských vzorů. Jedním z dopadů na vyznamenání byla úplná změna vzhledu řádových insignií, jež byly upraveny zákonem č. 507/1964 ze dne 18. srpna 1964.
Po smrti Gheorghe Gheorghiu-Deje se stal rumunský vůdcem Nicolae Ceaușescu, jež začal se zaváděním rozsáhlých změn v republice přijetím nové ústavy a změnou názvu země na Rumunskou socialistickou republiku. Následně byl upraven i název vyznamenání na Řád hvězdy Rumunské socialistické republiky. Stalo se tak zákonem č. 271/1966 ze dne 13. dubna 1966.
Za vlády Ceaușesca se zvýšil počet oficiální státních návštěv, které navštívily Bukurešť. Zvýšil se i počet cest hlavy státu s jeho chotí do zahraničí. K těmto státním návštěvám patřila také výměna nejvyšších státních vyznamenání. Ceaușescu zde pozoroval velký kontrast mezi rumunským řádem, který měl tvar obyčejné hvězdy a honosnějšími řetězy či velkostuhami cizích řádů. Z tohoto důvodu nařídil vytvoření tzv. diplomatické verze řádu. V tomto případě byla hvězda zavěšena na šerpě či na stužce kolem krku v závislosti na postavení oceněné osoby. V této podobě byl řád udílen výhradně cizincům.
Po revoluci v roce 1989 přestal být řád udílen, ale nebyl v té době oficiálně zrušen. K jeho zrušení došlo až zákonem č. 7/1998 ze dne 8. ledna 1998.

## Insignie
V době založení řádu měl řádový odznak podobu pěticípé červeně smaltované hvězdy s tmavě modře lemovaným okrajem. Ta byla položena v pootočeném úhlu na pěticípou hvězdu s cípy tvořenými různě dlouhými paprsky. V případě I. a II. třídy se hvězda připínala k oděvu, v případě III. až V. třídy byl odznak oboustranný a zavěšený na stužce, která pokrývala podle sovětského vzoru kovovou destičku ve tvaru pětiúhelníku. V případě dvou nejvyšších tříd byl uprostřed hvězdy kulatý medailon s lemem tvořeným zlatým věncem. Uprostřed byl nápis 30 DECEMBRIE 1947, tedy datum vzniku Rumunské lidové republiky. V případě I. třídy je spodní hvězda pozlacená, u II. třídy postříbřená. Velikost hvězd udílených v roce 1948 byla 70 mm. V letech 1949 až 1964 byly udíleny hvězdy o velikosti 56 mm. Na přední straně odznaků nižších tříd byly ve středu hvězdy písmena zkracující název země RPR. Na zadní straně byl nápis 30 DECEMBRIE 1947. Ve třetí třídě je základní hvězda pozlacená, ve IV. třídě je postříbřená a v V. třídě je bronzová.
V roce 1964 řádový odznak zcela změnil vzhled. Nově byl vyroben ze stříbra a měl tvar zářící pěticípé hvězdy s cípy složenými z různě dlouhých paprsků. Mezi cípy byly shluky tří menších paprsků. Hvězda měla průměr 60 mm. Uprostřed hvězdy byl vavřínový věnec korunovaný iniciálami zkracujícími název státu RPR. Pozadí medailonu bylo v případě IV. třídy modře smaltované, u ostatních tříd bylo smaltované červeně. V medailonu byl státní znak Rumunska. V případě III. třídy byl věnec pozlacený a samotný medailon byl lemován diamanty. U II. třídy byl celý odznak pozlacený. V případě I. třídy byly navíc diamanty i na cípech hvězdy. Existují také exempláře I. a II. třídy, které byly vyrobeny ze zlata.
Na konci roku 1965 začala být udělována nová forma řádového odznaku, na které chyběli iniciály korunující vavřínový věnec. Přesto se tato písmena i nadále vyskytovala na státním znaku v medailonu.
Po změně názvu řádu se insignie řádu nezměnily, pouze písmena na státním znaku byla změněna na RSR. V případě řádů udělených v roce 1966 byly odznaky vyrobeny ze stříbra a v nejvyšších třech třídách příslušně pozlaceny. V letech 1967 až 1989 byly odznaky vyráběny z méně vzácných kovů a v závislosti na třídě byly postříbřené nebo pozlacené. I zde existovaly exempláře I. a II. třídy vyrobené ze zlata.

Tzv. diplomatická verze řádu určená k udílení cizím hlavám států, velvyslancům a zahraničním diplomatům byla menší a byla zavěšena na stuze pomocí jednoduchého očka připevněného k nahoru směřujícímu cípu hvězdy. Tento typ se v případě hlav států nosil na široké stuze spadající z ramene na protilehlý bok, v případě níže postavených cizinců pak na stuze kolem krku. Stuha měla červenou barvu s úzkými proužky v barvách rumunské vlajky (modré, žluté a červené) lemující oba okraje.

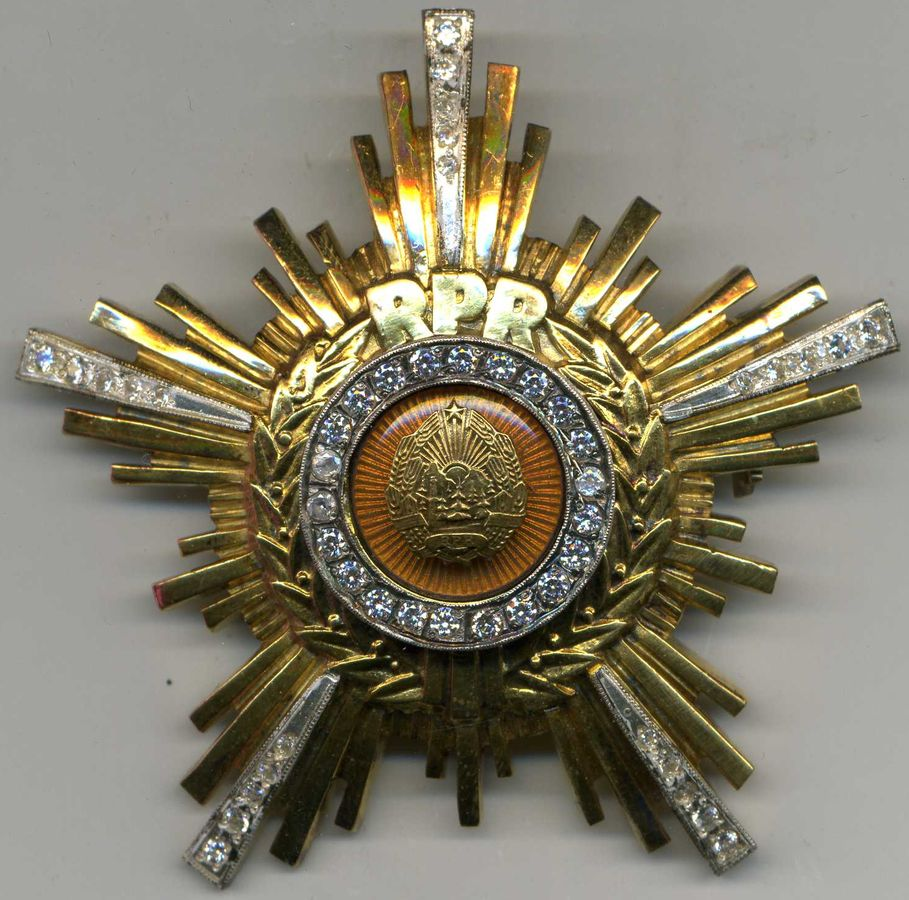
I. třída, vzor 1964
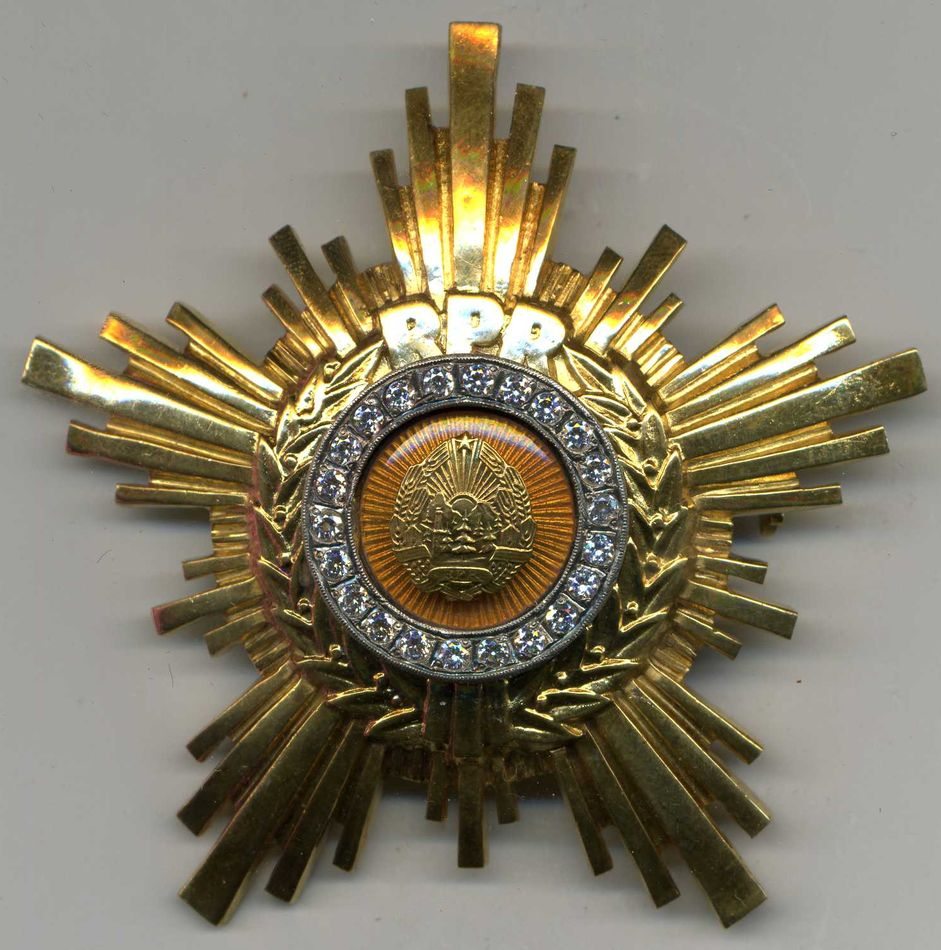
II. třída, vzor 1964
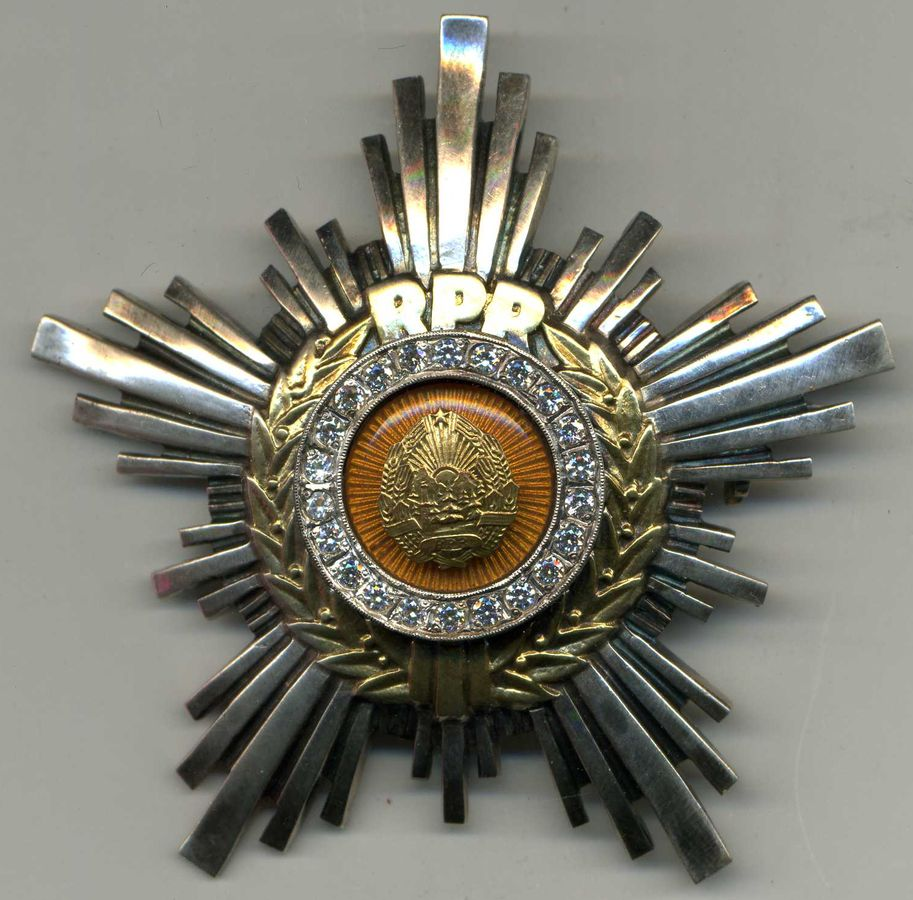
III. třída, vzor 1964
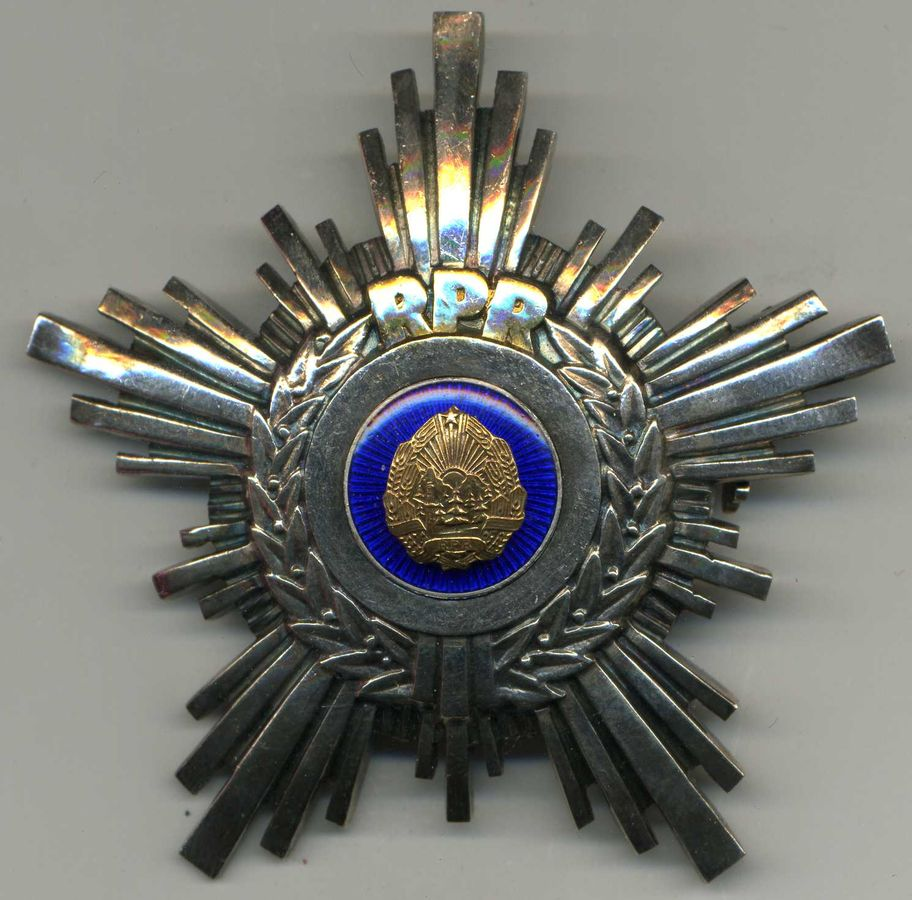
IV. třída, vzor 1964
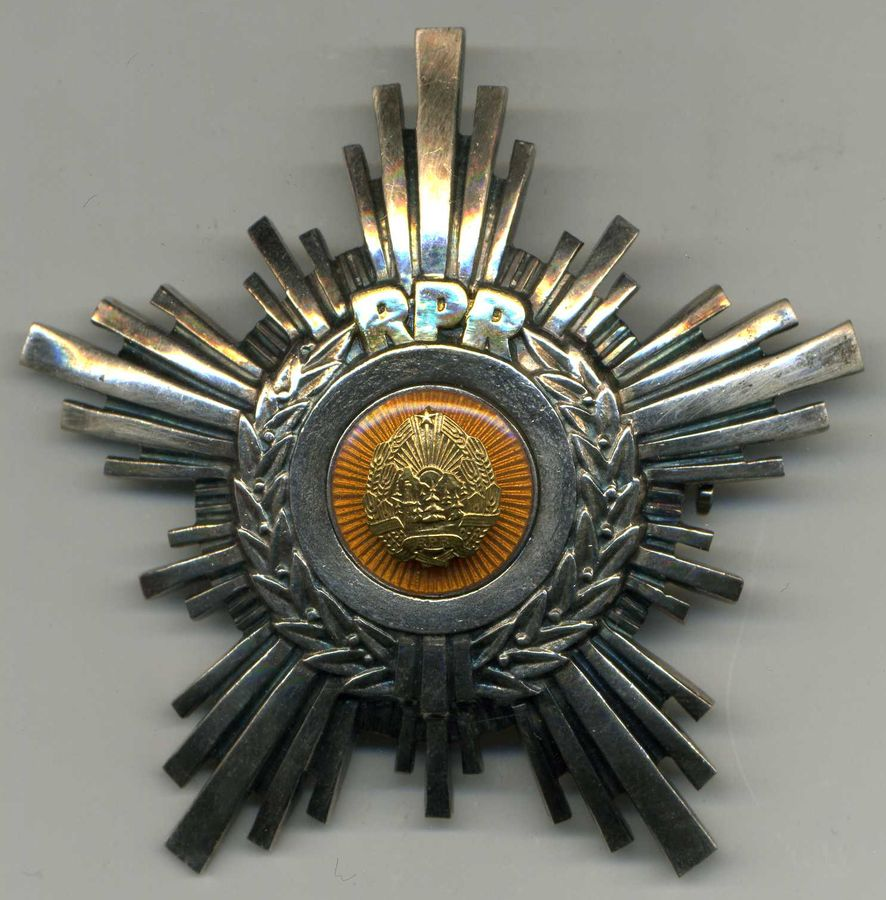
V. třída, vzor 1964

## Třídy
Řád byl udílen v pěti třídách.

I. třída
II. třída
III. třída
IV. třída
V. třída

- I. třída
- II. třída
- III. třída
- IV. třída
- V. třída